# Antídoto (livro)
Antídoto é um livro de contos de José Luís Peixoto publicado em 2003. É o resultado da cooperação do autor com a banda Moonspell. Foi publicado junto com o CD de Moonspell com o mesmo título.

## Traduções
- Itália- L'Antidoto. Scritturapura. 2008